# Клейменов Володимир Олександрович
Володимир Олександрович Клейменов (5 серпня 1922 — 22 травня 1996) — радянський і російський тенісист, тренер з тенісу. Майстер спорту СРСР, заслужений тренер РРФСР.

## Біографія
Народився в 1922 році в Куйбишеві. З юнацьких років займався тенісом. У 1940 році був призваний на службу в РСЧА. Брав участь у Великій Вітчизняній війні, мав військове звання гвардії молодший сержант  .
Закінчив Центральну школу тренерів у Малаховці Московської області. Виступав за ЦДКА (Москва) і за ДСТ «Спартак». Був призером чемпіонатів Збройних Сил та першостей ЦДКА. У 1963 році здав норматив на звання майстра спорту СРСР. Ще раніше почав брати участь у змаганнях як арбітр. Суддя Всесоюзної категорії з 1957 року.
Із середини 1950-х років почав займатися тренерською діяльністю. Працював тренером в ЦДСА, ЦСК МО ЦСКА (Москва).
У різні роки тренував триразового чемпіона СРСР Володимира Короткова, чемпіона Європи Костянтина Пугаєва, президента Федерації тенісу Росії Шаміля Тарпіщева, Андрія Волкова.
У 1972 році за свої тренерські успіхи був відзначений почесним званням «Заслужений тренер РРФСР»
Помер 22 травня 1996 року.
Нагороджений медаллю «За бойові заслуги» (19.04.1945) і Орденом Вітчизняної війни II ступеня.